# 桥中街道
桥中街道是中国广东省广州市荔湾区下辖的一个街道，位于大坦沙岛。辖区总面积4.4平方公里，下辖7个社区，常住人口0.69万人。

## 行政区划
桥中街道街道下辖以下地区：
东海社区、坦尾社区、河沙社区、恒海社区、颐和社区和长安社区。